# Cei mai longevivi oameni
Aceasta este o listă cu cei mai longevivi oameni din lume dovediți. Un supercentenar (persoană peste 110 ani) este considerat "verificat" dacă cererea sa a fost validată de către un organism internațional care se ocupă în mod special de cercetarea longevității, cum ar fi Gerontology Research Group (GRG) sau Guinness World Records (GWR).
Recordul dovedit de longevitate umană este deținut de franțuzoaica Jeanne Calment (1875–1997) care a murit la vârsta de 122 de ani și 164 de zile. În 1985, după ce Calment a trecut de 110 ani acest lucru a atras atenția mass-media. Investigațiile ulterioare au dus la găsirea de documente pentru a proba vârsta lui Calment în evidențele orașului ei natal, Arles, Franța. Au fost produse mai multe dovezi asupra duratei vieții lui Calment decât pentru orice alt supercentenar. Cazul ei servește ca un arhetip în metodologia de verificare a persoanelor celor mai longevive din lume.
Recordul dovedit de longevitate masculină este deținut de Jiroemon Kimura (1897–2013) din Japonia, care a murit în iunie 2013 la vârsta de 116 ani și 54 de zile. De asemenea, el a deținut titlul de cea mai în vârstă persoană din lume din decembrie 2012 până la moartea sa.
Recordul dovedit de longevitate în România este deținut de Ilie Ciocan (născut la 10 iunie 1913) in vârstă de 112 ani, 70 zile. La 16 ianuarie 2025, la vârsta de 111 ani, 220 de zile, Ilie Ciocan a depășit ultima vârstă a lui Dumitru Comănescu (1908–2020) de 111 ani, 219 zile, devenind cel mai în vârstă bărbat și persoană validată vreodată din România.
De la moartea brazilianului Inah Canabarro Lucas, în vârstă de 116 ani, la 30 aprilie 2025, Ethel Caterham (născută la 21 august 1909) din Regatul Unit este cea mai în vârstă persoană în viață din lume a cărei vârstă este validată.
De la moartea britanicului John Tinniswood, în vârstă de 112 ani, la 25 noiembrie 2024, João Marinho Neto (născut la 5 octombrie 1912) din Brazilia este cel mai în vârstă bărbat în viață din lume a cărui vârstă este validată.

## 100 cei mai longevivi oameni din lume
Decedată: 96
      În viață: 4
| Nr. | Nume                            | Sex | Dată naștere         | Dată deces           | Vârstă            | Locul decesului sau reședința |
| --- | ------------------------------- | --- | -------------------- | -------------------- | ----------------- | ----------------------------- |
| 1   | Jeanne Calment                  | F   | 21. februarie 1875.  | 4. august 1997.      | 122 ani, 164 zile | Franța                        |
| 2   | Kane Tanaka                     | F   | 2. ianuarie 1903.    | 19. aprilie 2022.    | 119 ani, 107 zile | Japonia                       |
| 3   | Sarah Knauss                    | F   | 24. septembrie 1880. | 30. decembrie 1999.  | 119 ani, 97 zile  | Statele Unite ale Americii    |
| 4   | Lucile Randon                   | F   | 11. februarie 1904.  | 17. ianuarie 2023.   | 118 ani, 340 zile | Franța                        |
| 5   | Nabi Tajima                     | F   | 4. august 1900.      | 21. aprilie 2018.    | 117 ani, 260 zile | Japonia                       |
| 6   | Marie-Louise Meilleur           | F   | 29. august 1880.     | 16. aprilie 1998.    | 117 ani, 230 zile | Canada                        |
| 7   | Violet Brown                    | F   | 10. martie 1900.     | 15. septembrie 2017. | 117 ani, 189 zile | Jamaica                       |
| 8   | María Branyas Morera            | F   | 4. martie 1907.      | 19. august 2024.     | 117 ani, 168 zile | Spania                        |
| 9   | Emma Morano                     | F   | 29. noiembrie 1899.  | 15. aprilie 2017.    | 117 ani, 137 zile | Italia                        |
| 10  | Chiyo Miyako                    | F   | 2. mai 1901.         | 22. iulie 2018.      | 117 ani, 81 zile  | Japonia                       |
| 11  | Delphia Welford                 | F   | 9. septembrie 1875.  | 14. noiembrie 1992.  | 117 ani, 66 zile  | Statele Unite ale Americii    |
| 12  | Misao Okawa                     | F   | 5. martie 1898.      | 1. aprilie 2015.     | 117 ani, 27 zile  | Japonia                       |
| 13  | Francisca Celsa dos Santos      | F   | 21. octombrie 1904.  | 5. octombrie 2021.   | 116 ani, 349 zile | Brazilia                      |
| 14  | María Capovilla                 | F   | 14. septembrie 1889. | 27. august 2006.     | 116 ani, 347 zile | Ecuador                       |
| 15  | Inah Canabarro Lucas            | F   | 8. iunie 1908.       | 30. aprilie 2025.    | 116 ani, 326 zile | Brazilia                      |
| 16  | Susannah Mushatt Jones          | F   | 6. iulie 1899.       | 12. mai 2016.        | 116 ani, 311 zile | Statele Unite ale Americii    |
| 17  | Gertrude Weaver                 | F   | 4. iulie 1898.       | 6. aprilie 2015.     | 116 ani, 276 zile | Statele Unite ale Americii    |
| 18  | Júlia Maria Francisca Simão     | F   | 9. ianuarie 1901.    | 8. octombrie 2017.   | 116 ani, 272 zile | Brazilia                      |
| 19  | Fusa Tatsumi                    | F   | 25. aprilie 1907.    | 12. decembrie 2023.  | 116 ani, 231 zile | Japonia                       |
| 20  | Antonia da Santa Cruz           | F   | 13. iunie 1905.      | 23. ianuarie 2022.   | 116 ani, 224 zile | Brazilia                      |
| 21  | Tomiko Itooka                   | F   | 23. mai 1908.        | 29. decembrie 2024.  | 116 ani, 220 zile | Japonia                       |
| 22  | Tane Ikai                       | F   | 18. ianuarie 1879.   | 12. iulie 1995.      | 116 ani, 175 zile | Japonia                       |
| 23  | Jeanne Bot                      | F   | 14. ianuarie 1905.   | 22. mai 2021.        | 116 ani, 128 zile | Franța                        |
| 24  | Elizabeth Bolden                | F   | 15. august 1890.     | 11. decembrie 2006.  | 116 ani, 118 zile | Statele Unite ale Americii    |
| 25  | Besse Cooper                    | F   | 26. august 1896.     | 4. decembrie 2012.   | 116 ani, 100 zile | Statele Unite ale Americii    |
| 26  | Maria Giuseppa Robucci          | F   | 20. martie 1903.     | 18. iunie 2019.      | 116 ani, 90 zile  | Italia                        |
| 27  | Tekla Juniewicz                 | F   | 10. iunie 1906.      | 19. august 2022.     | 116 ani, 70 zile  | Polonia                       |
| 28  | Jiroemon Kimura                 | M   | 19. aprilie 1897.    | 12. iunie 2013.      | 116 ani, 54 zile  | Japonia                       |
| 29  | Ana Vela Rubio                  | F   | 29. octombrie 1901.  | 15. decembrie 2017.  | 116 ani, 47 zile  | Spania                        |
| 30  | Giuseppina Projetto             | F   | 30. mai 1902.        | 6. iulie 2018.       | 116 ani, 37 zile  | Italia                        |
| 31  | Easter Wiggins                  | F   | 1. iunie 1874.       | 7. iulie 1990.       | 116 ani, 36 zile  | Statele Unite ale Americii    |
| 32  | Jeralean Talley                 | F   | 23. mai 1899.        | 17. iunie 2015.      | 116 ani, 25 zile  | Statele Unite ale Americii    |
| 33  | Edie Ceccarelli                 | F   | 5. februarie 1908.   | 22. februarie 2024.  | 116 ani, 17 zile  | Statele Unite ale Americii    |
| 34  | Ethel Caterham                  | F   | 21. august 1909.     | În viață             | 115 ani, 363 zile | Regatul Unit                  |
| 35  | Ella Miller                     | F   | 6. decembrie 1884.   | 21. noiembrie 2000.  | 115 ani, 351 zile | Statele Unite ale Americii    |
| 36  | Shigeyo Nakachi                 | F   | 1. februarie 1905.   | 11. ianuarie 2021.   | 115 ani, 345 zile | Japonia                       |
| 37  | Maggie Barnes                   | F   | 6. martie 1882.      | 19. ianuarie 1998.   | 115 ani, 319 zile | Statele Unite ale Americii    |
| 38  | Dina Manfredini                 | F   | 4. aprilie 1897.     | 17. decembrie 2012.  | 115 ani, 257 zile | Statele Unite ale Americii    |
| 39  | Shimoe Akiyama                  | F   | 19. mai 1903.        | 29. ianuarie 2019.   | 115 ani, 255 zile | Japonia                       |
| 40  | Christian Mortensen             | M   | 16. august 1882.     | 25. aprilie 1998.    | 115 ani, 252 zile | Statele Unite ale Americii    |
| 41  | Hester Ford                     | F   | 15. august 1905.     | 17. aprilie 2021.    | 115 ani, 245 zile | Statele Unite ale Americii    |
| 42  | Okagi Hayashi                   | F   | 2. septembrie 1909.  | 26. aprilie 2025.    | 115 ani, 236 zile | Japonia                       |
| 43  | Charlotte Hughes                | F   | 1. august 1877.      | 17. martie 1993.     | 115 ani, 228 zile | Regatul Unit                  |
| 44  | Edna Parker                     | F   | 20. aprilie 1893.    | 26. noiembrie 2008.  | 115 ani, 220 zile | Statele Unite ale Americii    |
| 45  | Mary Ann Rhodes                 | F   | 12. august 1882.     | 3. martie 1998.      | 115 ani, 203 zile | Canada                        |
| 46  | Harumi Nakamura                 | F   | 15. martie 1900.     | 27. septembrie 2015. | 115 ani, 196 zile | Japonia                       |
| 47  | Margaret Skeete                 | F   | 27. octombrie 1878.  | 7. mai 1994.         | 115 ani, 192 zile | Statele Unite ale Americii    |
| 48  | Magdalena Oliver Gabarró        | F   | 31. octombrie 1903.  | 1. mai 2019.         | 115 ani, 182 zile | Spania                        |
| 49  | Bernice Madigan                 | F   | 24. iulie 1899.      | 3. ianuarie 2015.    | 115 ani, 163 zile | Statele Unite ale Americii    |
| 50  | Gertrude Baines                 | F   | 6. aprilie 1894.     | 11. septembrie 2009. | 115 ani, 158 zile | Statele Unite ale Americii    |
| 51  | Emiliano Mercado del Toro       | M   | 21. august 1891.     | 24. ianuarie 2007.   | 115 ani, 156 zile | Puerto Rico                   |
| 52  | Bettie Wilson                   | F   | 13. septembrie 1890. | 13. februarie 2006.  | 115 ani, 153 zile | Statele Unite ale Americii    |
| 53  | Shin Matsushita                 | F   | 30. martie 1904.     | 27. august 2019.     | 115 ani, 150 zile | Japonia                       |
| 54  | Iris Westman                    | F   | 28. august 1905.     | 3. ianuarie 2021.    | 115 ani, 128 zile | Statele Unite ale Americii    |
| 55  | Julie Winnefred Bertrand        | F   | 16. septembrie 1891. | 18. ianuarie 2007.   | 115 ani, 124 zile | Canada                        |
| 56  | Maria de Jesus dos Santos       | F   | 10. septembrie 1893. | 2. ianuarie 2009.    | 115 ani, 114 zile | Portugalia                    |
| 57  | Marie-Josephine Gaudette        | F   | 25. martie 1902.     | 13. iulie 2017.      | 115 ani, 110 zile | Italia                        |
| 58  | Susie Gibson                    | F   | 31. octombrie 1890.  | 16. februarie 2006.  | 115 ani, 108 zile | Statele Unite ale Americii    |
| 58  | Thelma Sutcliffe                | F   | 1. octombrie 1906.   | 17. ianuarie 2022.   | 115 ani, 108 zile | Statele Unite ale Americii    |
| 60  | Edna Kern                       | F   | 14. octombrie 1900.  | 20. ianuarie 2016.   | 115 ani, 98 zile  | Statele Unite ale Americii    |
| 61  | Marie-Rose Tessier              | F   | 21. mai 1910.        | În viață             | 115 ani, 90 zile  | Franța                        |
| 62  | Elizabeth Francis               | F   | 25. iulie 1909.      | 22. octombrie 2024.  | 115 ani, 89 zile  | Statele Unite ale Americii    |
| 63  | Casilda Benegas                 | F   | 8. aprilie 1907.     | 28. iunie 2022.      | 115 ani, 81 zile  | Argentina                     |
| 64  | Augusta Holtz                   | F   | 3. august 1871.      | 21. octombrie 1986.  | 115 ani, 79 zile  | Statele Unite ale Americii    |
| 65  | Guillermina Acosta Bilbao       | F   | 27. noiembrie 1901.  | 13. februarie 2017.  | 115 ani, 78 zile  | Panama                        |
| 66  | Valentine Ligny                 | F   | 22. octombrie 1906.  | 4. ianuarie 2022.    | 115 ani, 74 zile  | Franța                        |
| 67  | Hendrikje van Andel-Schipper    | F   | 29. iunie 1890.      | 30. august 2005.     | 115 ani, 62 zile  | Țările de Jos                 |
| 68  | Bessie Hendricks                | F   | 7. noiembrie 1907.   | 3. ianuarie 2023.    | 115 ani, 57 zile  | Statele Unite ale Americii    |
| 69  | Mina Kitagawa                   | F   | 3. noiembrie 1905.   | 19. decembrie 2020.  | 115 ani, 46 zile  | Japonia                       |
| 70  | Marie Brémont                   | F   | 25. aprilie 1886.    | 6. iunie 2001.       | 115 ani, 42 zile  | Franța                        |
| 71  | Yoshi Otsunari                  | F   | 17. decembrie 1906.  | 26. ianuarie 2022.   | 115 ani, 40 zile  | Japonia                       |
| 72  | Maud Farris-Luse                | F   | 21. februarie 1887.  | 18. martie 2002.     | 115 ani, 25 zile  | Statele Unite ale Americii    |
| 73  | Koto Ōkubo                      | F   | 24. decembrie 1897.  | 12. ianuarie 2013.   | 115 ani, 19 zile  | Japonia                       |
| 74  | Antonia Gerena Rivera           | F   | 19. mai 1900.        | 2. iunie 2015.       | 115 ani, 14 zile  | Statele Unite ale Americii    |
| 75  | Chiyono Hasegawa                | F   | 20. noiembrie 1896.  | 2. decembrie 2011.   | 115 ani, 12 zile  | Japonia                       |
| 76  | Annie Jennings                  | F   | 12. noiembrie 1884.  | 20. noiembrie 1999.  | 115 ani, 8 zile   | Regatul Unit                  |
| 77  | Anonymous                       | F   | 29. aprilie 1907.    | 30. aprilie 2022.    | 115 ani, 1 zi     | Japonia                       |
| 78  | Eva Morris                      | F   | 8. noiembrie 1885.   | 2. noiembrie 2000.   | 114 ani, 360 zile | Regatul Unit                  |
| 79  | Kama Chinen                     | F   | 10. mai 1895.        | 2. mai 2010.         | 114 ani, 357 zile | Japonia                       |
| 80  | Mary Bidwell                    | F   | 9. mai 1881.         | 25. aprilie 1996.    | 114 ani, 352 zile | Statele Unite ale Americii    |
| 81  | Sofía Rojas de Díaz             | F   | 13. august 1907.     | 30. iulie 2022.      | 114 ani, 351 zile | Columbia                      |
| 82  | Maria Gomes Valentim            | F   | 9. iulie 1896.       | 21. iunie 2011.      | 114 ani, 347 zile | Brazilia                      |
| 83  | Hazel Plummer                   | F   | 19. iunie 1908.      | 25. mai 2023.        | 114 ani, 340 zile | Statele Unite ale Americii    |
| 84  | Ophelia Burks                   | F   | 25. octombrie 1903.  | 27. septembrie 2018. | 114 ani, 337 zile | Statele Unite ale Americii    |
| 85  | Naomi Whitehead                 | F   | 26. septembrie 1910. | În viață             | 114 ani, 327 zile | Statele Unite ale Americii    |
| 86  | Juan Vicente Pérez Mora         | M   | 27. mai 1909.        | 2. aprilie 2024.     | 114 ani, 311 zile | Venezuela                     |
| 87  | Kahoru Furuya                   | F   | 18. februarie 1908.  | 25. decembrie 2022.  | 114 ani, 310 zile | Japonia                       |
| 87  | Izabel Rosa Pereira             | F   | 13. octombrie 1910.  | În viață             | 114 ani, 310 zile | Brazilia                      |
| 89  | Mary Josephine Ray              | F   | 17. mai 1895.        | 7. martie 2010.      | 114 ani, 294 zile | Statele Unite ale Americii    |
| 90  | Goldie Steinberg                | F   | 30. octombrie 1900.  | 16. august 2015.     | 114 ani, 290 zile | Statele Unite ale Americii    |
| 91  | Kiyoko Ishiguro                 | F   | 4. martie 1901.      | 5. decembrie 2015.   | 114 ani, 276 zile | Japonia                       |
| 92  | Maria do Couto Maia             | F   | 24. octombrie 1890.  | 25. iulie 2005.      | 114 ani, 274 zile | Portugalia                    |
| 92  | Eudoxie Baboul                  | F   | 1. octombrie 1901.   | 1. iulie 2016.       | 114 ani, 274 zile | Franța                        |
| 94  | Ramona Trinidad Iglesias Jordan | F   | 1. septembrie 1889.  | 29. mai 2004.        | 114 ani, 271 zile | Puerto Rico                   |
| 94  | Yukie Hino                      | F   | 17. aprilie 1902.    | 13. ianuarie 2017.   | 114 ani, 271 zile | Japonia                       |
| 96  | Charlotte Kretschmann           | F   | 3. decembrie 1909.   | 27. august 2024.     | 114 ani, 268 zile | Germania                      |
| 97  | Horacio Celi Mendoza            | M   | 3. ianuarie 1897.    | 25. septembrie 2011. | 114 ani, 265 zile | Peru                          |
| 97  | Delphine Gibson                 | F   | 17. august 1903.     | 9. mai 2018.         | 114 ani, 265 zile | Statele Unite ale Americii    |
| 99  | Eugénie Blanchard               | F   | 16. februarie 1896.  | 4. noiembrie 2010.   | 114 ani, 261 zile | Franța                        |
| 99  | Mine Kondō                      | F   | 1. septembrie 1910.  | 20. mai 2025.        | 114 ani, 261 zile | Japonia                       |

## 100 cei mai longevivi bărbați din lume
Decedată: 94
      În viață: 6
| Nr. | Nume                          | Dată naștere       | Dată deces         | Vârstă            | Locul decesului sau reședința |
| --- | ----------------------------- | ------------------ | ------------------ | ----------------- | ----------------------------- |
| 1   | Jiroemon Kimura               | 19 aprilie 1897    | 12 iunie 2013      | 116 ani, 54 zile  | Japonia                       |
| 2   | Christian Mortensen           | 16 august 1882     | 25 aprilie 1998    | 115 ani, 252 zile | Statele Unite ale Americii    |
| 3   | Emiliano Mercado del Toro     | 21 august 1891     | 24 ianuarie 2007   | 115 ani, 156 zile | Puerto Rico                   |
| 4   | Juan Vicente Pérez Mora       | 27 mai 1909        | 2 aprilie 2024     | 114 ani, 311 zile | Venezuela                     |
| 5   | Horacio Celi Mendoza          | 3 ianuarie 1897    | 25 septembrie 2011 | 114 ani, 265 zile | Peru                          |
| 6   | Walter Breuning               | 21 septembrie 1896 | 14 aprilie 2011    | 114 ani, 205 zile | Statele Unite ale Americii    |
| 7   | Yūkichi Chūganji              | 23 martie 1889     | 28 septembrie 2003 | 114 ani, 189 zile | Japonia                       |
| 8   | Tomás Pinales Figuereo        | 31 martie 1906     | 24 septembrie 2020 | 114 ani, 177 zile | Republica Dominicană          |
| 9   | Joan Riudavets Moll           | 15 decembrie 1889  | 5 martie 2004      | 114 ani, 81 zile  | Spania                        |
| 10  | Gustav Gerneth                | 15 octombrie 1905  | 21 octombrie 2019  | 114 ani, 6 zile   | Germania                      |
| 11  | Fred Hale                     | 1 decembrie 1890   | 19 noiembrie 2004  | 113 ani, 354 zile | Statele Unite ale Americii    |
| 12  | Yisrael Kristal               | 15 septembrie 1903 | 11 august 2017     | 113 ani, 330 zile | Israel                        |
| 13  | Efraín Antonio Ríos García    | 4 aprilie 1910     | 11 ianuarie 2024   | 113 ani, 282 zile | Columbia                      |
| 14  | Tomoji Tanabe                 | 18 septembrie 1895 | 19 iunie 2009      | 113 ani, 274 zile | Japonia                       |
| 15  | John McMorran                 | 19 iunie 1889      | 24 februarie 2003  | 113 ani, 250 zile | Statele Unite ale Americii    |
| 16  | Masazō Nonaka                 | 25 iunie 1905      | 20 ianuarie 2019   | 113 ani, 209 zile | Japonia                       |
| 17  | Mauro Ambriz Tapia            | 21 noiembrie 1897  | 18 aprilie 2011    | 113 ani, 148 zile | Mexic                         |
| 18  | Frederick Frazier             | 27 ianuarie 1880   | 14 iunie 1993      | 113 ani, 138 zile | Statele Unite ale Americii    |
| 19  | Eusebio Quintero López        | 6 martie 1910      | 16 iulie 2023      | 113 ani, 132 zile | Columbia                      |
| 20  | Donald Butler                 | 21 august 1885     | 27 decembrie 1998  | 113 ani, 128 zile | Statele Unite ale Americii    |
| 21  | James Sisnett                 | 22 februarie 1900  | 23 mai 2013        | 113 ani, 90 zile  | Barbados                      |
| 21  | Wenceslao Leyva González      | 28 septembrie 1903 | 27 decembrie 2016  | 113 ani, 90 zile  | Mexic                         |
| 23  | Domingo Villa Avisencio       | 26 august 1906     | 3 noiembrie 2019   | 113 ani, 69 zile  | Mexic                         |
| 24  | Maximiano José dos Santos     | 22 februarie 1893  | 25 aprilie 2006    | 113 ani, 62 zile  | Brazilia                      |
| 25  | Walter Richardson             | 7 noiembrie 1885   | 25 decembrie 1998  | 113 ani, 48 zile  | Statele Unite ale Americii    |
| 26  | Francisco Núñez Olivera       | 13 decembrie 1904  | 29 ianuarie 2018   | 113 ani, 47 zile  | Spania                        |
| 27  | Henry Allingham               | 5 iunie 1896       | 18 iulie 2009      | 113 ani, 43 zile  | Regatul Unit                  |
| 28  | Emilio Flores Márquez         | 8 august 1908      | 12 august 2021     | 113 ani, 4 zile   | Puerto Rico                   |
| 29  | Chitetsu Watanabe             | 5 martie 1907      | 23 februarie 2020  | 112 ani, 355 zile | Japonia                       |
| 30  | Antonio Todde                 | 22 ianuarie 1889   | 2 ianuarie 2002    | 112 ani, 345 zile | Italia                        |
| 31  | Saturnino de la Fuente García | 11 februarie 1909  | 18 ianuarie 2022   | 112 ani, 341 zile | Spania                        |
| 32  | Moses Hardy                   | 6 ianuarie 1894    | 7 decembrie 2006   | 112 ani, 335 zile | Statele Unite ale Americii    |
| 33  | João Marinho Neto             | 5 octombrie 1912   | În viață           | 112 ani, 318 zile | Brazilia                      |
| 34  | Yasutaro Koide                | 13 martie 1903     | 19 ianuarie 2016   | 112 ani, 312 zile | Japonia                       |
| 35  | John Evans                    | 19 august 1877     | 10 iunie 1990      | 112 ani, 295 zile | Regatul Unit                  |
| 36  | Shi Ping                      | 1 noiembrie 1911   | 29 iunie 2024      | 112 ani, 241 zile | China                         |
| 37  | Richard Overton               | 11 mai 1906        | 27 decembrie 2018  | 112 ani, 230 zile | Statele Unite ale Americii    |
| 38  | Delio Venturotti              | 25 octombrie 1909  | 1 iunie 2022       | 112 ani, 219 zile | Brazilia                      |
| 39  | Denzō Ishizaki                | 2 octombrie 1886   | 29 aprilie 1999    | 112 ani, 209 zile | Japonia                       |
| 40  | George Francis                | 6 iunie 1896       | 27 decembrie 2008  | 112 ani, 204 zile | Statele Unite ale Americii    |
| 41  | James King                    | 15 noiembrie 1854  | 5 iunie 1967       | 112 ani, 202 zile | Statele Unite ale Americii    |
| 42  | Georges Thomas                | 19 noiembrie 1911  | 1 iunie 2024       | 112 ani, 195 zile | Franța                        |
| 43  | Josep Armengol Jover          | 23 iulie 1881      | 20 ianuarie 1994   | 112 ani, 181 zile | Spania                        |
| 44  | Giovanni Frau                 | 29 decembrie 1890  | 19 iunie 2003      | 112 ani, 172 zile | Italia                        |
| 45  | Jules Théobald                | 17 aprilie 1909    | 5 octombrie 2021   | 112 ani, 171 zile | Martinica                     |
| 46  | John Painter                  | 20 septembrie 1888 | 1 martie 2001      | 112 ani, 162 zile | Statele Unite ale Americii    |
| 47  | Marcel Meys                   | 12 iulie 1909      | 15 decembrie 2021  | 112 ani, 156 zile | Franța                        |
| 48  | Masamitsu Yoshida             | 30 mai 1904        | 29 octombrie 2016  | 112 ani, 152 zile | Japonia                       |
| 49  | Sakari Momoi                  | 5 februarie 1903   | 5 iulie 2015       | 112 ani, 150 zile | Japonia                       |
| 50  | Victor Chanca Santos          | 14 iunie 1910      | 9 noiembrie 2022   | 112 ani, 148 zile | Peru                          |
| 51  | Gisaburō Sonobe               | 6 noiembrie 1911   | 31 martie 2024     | 112 ani, 146 zile | Japonia                       |
| 52  | Efraín Núñez Núñez            | 28 decembrie 1904  | 22 mai 2017        | 112 ani, 145 zile | Republica Dominicană          |
| 53  | Josino Levino Ferreira        | 3 aprilie 1913     | În viață           | 112 ani, 138 zile | Brazilia                      |
| 54  | Alphaeus Philemon Cole        | 12 iulie 1876      | 25 noiembrie 1988  | 112 ani, 136 zile | Statele Unite ale Americii    |
| 55  | Augusto Moreira de Oliveira   | 6 octombrie 1896   | 13 februarie 2009  | 112 ani, 130 zile | Portugalia                    |
| 56  | João Zanol                    | 13 octombrie 1907  | 12 februarie 2020  | 112 ani, 122 zile | Brazilia                      |
| 57  | George Johnson                | 1 mai 1894         | 30 august 2006     | 112 ani, 121 zile | Statele Unite ale Americii    |
| 57  | Mikizō Ueda                   | 11 mai 1910        | 9 septembrie 2022  | 112 ani, 121 zile | Japonia                       |
| 59  | Lawrence Brooks               | 12 septembrie 1909 | 5 ianuarie 2022    | 112 ani, 115 zile | Statele Unite ale Americii    |
| 60  | Salustiano Sánchez Blázquez   | 8 iunie 1901       | 13 septembrie 2013 | 112 ani, 97 zile  | Statele Unite ale Americii    |
| 61  | Park Heard                    | 18 mai 1882        | 18 august 1994     | 112 ani, 92 zile  | Statele Unite ale Americii    |
| 62  | John Tinniswood               | 26 august 1912     | 25 noiembrie 2024  | 112 ani, 91 zile  | Regatul Unit                  |
| 63  | CP Crawford                   | 25 august 1907     | 23 noiembrie 2019  | 112 ani, 90 zile  | Statele Unite ale Americii    |
| 64  | Jorge Durán Coral             | 23 aprilie 1909    | 21 iulie 2021      | 112 ani, 89 zile  | Mexic                         |
| 65  | Yoshikazu Yamashita           | 10 aprilie 1907    | 7 iulie 2019       | 112 ani, 88 zile  | Japonia                       |
| 66  | Gengan Tonaki                 | 30 octombrie 1884  | 24 ianuarie 1997   | 112 ani, 86 zile  | Japonia                       |
| 67  | Ilie Ciocan                   | 10 iunie 1913      | În viață           | 112 ani, 70 zile  | România                       |
| 68  | Bob Weighton                  | 29 martie 1908     | 28 mai 2020        | 112 ani, 60 zile  | Regatul Unit                  |
| 69  | Tadanosuke Hashimoto          | 27 aprilie 1891    | 31 mai 2003        | 112 ani, 34 zile  | Japonia                       |
| 70  | Kumekichi Tani                | 20 aprilie 1891    | 12 mai 2003        | 112 ani, 22 zile  | Japonia                       |
| 71  | Ernest Peronneau              | 7 martie 1902      | 26 martie 2014     | 112 ani, 19 zile  | Statele Unite ale Americii    |
| 72  | George Feldman                | 2 decembrie 1906   | 2 decembrie 2018   | 112 ani, 0 zile   | Statele Unite ale Americii    |
| 73  | Tsunahei Ogawa                | 9 ianuarie 1907    | 4 ianuarie 2019    | 111 ani, 360 zile | Japonia                       |
| 74  | Arturo Licata                 | 2 mai 1902         | 24 aprilie 2014    | 111 ani, 357 zile | Italia                        |
| 75  | Stanisław Kowalski            | 14 aprilie 1910    | 5 aprilie 2022     | 111 ani, 356 zile | Polonia                       |
| 76  | Silverio Pereira Ayala        | 11 iunie 1906      | 30 mai 2018        | 111 ani, 353 zile | Paraguay                      |
| 77  | Frank Morimitsu               | 26 decembrie 1886  | 9 decembrie 1998   | 111 ani, 348 zile | Statele Unite ale Americii    |
| 78  | Walter Seward                 | 13 octombrie 1896  | 14 septembrie 2008 | 111 ani, 337 zile | Statele Unite ale Americii    |
| 79  | Faustino Vargas Pérez         | 27 septembrie 1896 | 20 august 2008     | 111 ani, 328 zile | Costa Rica                    |
| 80  | Maurice Floquet               | 25 decembrie 1894  | 10 noiembrie 2006  | 111 ani, 320 zile | Franța                        |
| 81  | Ken Weeks                     | 5 octombrie 1913   | În viață           | 111 ani, 318 zile | Australia                     |
| 82  | Valerio Piroddi               | 13 noiembrie 1905  | 18 septembrie 2017 | 111 ani, 309 zile | Italia                        |
| 83  | Shigeru Nakamura              | 11 ianuarie 1911   | 15 noiembrie 2022  | 111 ani, 308 zile | Japonia                       |
| 84  | Arthur Nash                   | 7 ianuarie 1885    | 4 noiembrie 1996   | 111 ani, 302 zile | Canada                        |
| 85  | James McCoubrey               | 13 septembrie 1901 | 5 iulie 2013       | 111 ani, 295 zile | Statele Unite ale Americii    |
| 86  | Mikhail Krichevsky            | 9 martie 1897      | 26 decembrie 2008  | 111 ani, 292 zile | Ucraina                       |
| 87  | Ezra Hill                     | 19 decembrie 1910  | 4 octombrie 2022   | 111 ani, 289 zile | Statele Unite ale Americii    |
| 87  | Julio Saldarriaga Hernández   | 3 noiembrie 1913   | În viață           | 111 ani, 289 zile | Columbia                      |
| 89  | Zhou Renqing                  | 7 noiembrie 1913   | În viață           | 111 ani, 285 zile | China                         |
| 90  | John Mosley Turner            | 15 iunie 1856      | 21 martie 1968     | 111 ani, 280 zile | Regatul Unit                  |
| 91  | Hermann Dörnemann             | 27 mai 1893        | 2 martie 2005      | 111 ani, 279 zile | Germania                      |
| 92  | Macario Barría Cárdena        | 10 martie 1913     | 10 decembrie 2024  | 111 ani, 275 zile | Panama                        |
| 92  | Hilario Orozco Lemus          | 3 noiembrie 1913   | 5 august 2025      | 111 ani, 275 zile | Mexic                         |
| 94  | Laurence Thompson             | 23 ianuarie 1887   | 24 octombrie 1998  | 111 ani, 274 zile | Statele Unite ale Americii    |
| 95  | Agustín Reyes Ortiz           | 8 februarie 1887   | 6 noiembrie 1998   | 111 ani, 271 zile | Puerto Rico                   |
| 96  | Antonio Urrea Hernández       | 18 februarie 1888  | 15 noiembrie 1999  | 111 ani, 270 zile | Spania                        |
| 96  | José Rodrigues Avelino        | 5 ianuarie 1905    | 1 octombrie 2016   | 111 ani, 270 zile | Brazilia                      |
| 98  | Chōki Miyagi                  | 15 noiembrie 1904  | 7 august 2016      | 111 ani, 266 zile | Japonia                       |
| 99  | Reuben Sinclair               | 5 decembrie 1911   | 27 august 2023     | 111 ani, 265 zile | Canada                        |
| 100 | Pedro Batista Layana          | 25 iunie 1909      | 7 martie 2021      | 111 ani, 255 zile | Cuba                          |

## Cei mai longevivi oameni din România (109+)
Decedată: 4
      În viață: 6
| Nr. | Nume               | Sex | Dată naștere        | Dată deces          | Vârstă            | Locul decesului sau reședința |
| --- | ------------------ | --- | ------------------- | ------------------- | ----------------- | ----------------------------- |
| 1   | Ilie Ciocan        | M   | 10. iunie 1913.     | În viață            | 112 ani, 70 zile  | Bratia din Vale, Vâlcea       |
| 2   | Dumitru Comănescu  | M   | 21. noiembrie 1908. | 27. iunie 2020.     | 111 ani, 219 zile | București, București          |
| 3   | Paladia Noja       | F   | 20. iulie 1915.     | În viață            | 110 ani, 30 zile  | Cugir, Alba                   |
| 4   | Elena Lungoci      | F   | 14. ianuarie 1895.  | 26. decembrie 2004. | 109 ani, 347 zile | Comuna Beleți-Negrești, Argeș |
| 5   | Iosif Rus          | M   | 28. octombrie 1915. | În viață            | 109 ani, 295 zile | Gherla, Cluj                  |
| 6   | Elena Herghelegiu  | F   | 27. ianuarie 1916.  | În viață            | 109 ani, 204 zile | Bacău, Bacău                  |
| 7   | Ioana Lungu        | F   | 7. aprilie 1916.    | În viață            | 109 ani, 134 zile | Mehedinți, Mehedinți          |
| 8   | Maria Mihai        | F   | 5. ianuarie 1913.   | 2. februarie 2022.  | 109 ani, 28 zile  | Comuna Independența, Călărași |
| 9   | Maria Pînzariu     | F   | 1. august 1916.     | În viață            | 109 ani, 18 zile  | Durnești, Botoșani            |
| 10  | Constantin Herțoiu | M   | 28. februarie 1914. | 28. februarie 2023. | 109 ani, 0 zile   | Comuna Câineni, Vâlcea        |